# Dingley, l'illustre écrivain
Dingley, l'illustre écrivain est un roman de Jérôme et Jean Tharaud publié pour la première fois en 1902 dans les Cahiers de la Quinzaine. Il est récompensé par le prix Goncourt en 1906, année de sa première réédition, une version augmentée qui paraît à Paris chez Édouard Pelletan. Il est ensuite repris, notamment, en 1911 par l'éditeur Émile-Paul, en 1920 par les éditions du Mornay, qui le font illustrer par Maxime Dethomas, ou encore en 1923 par les éditions Plon.

## Résumé

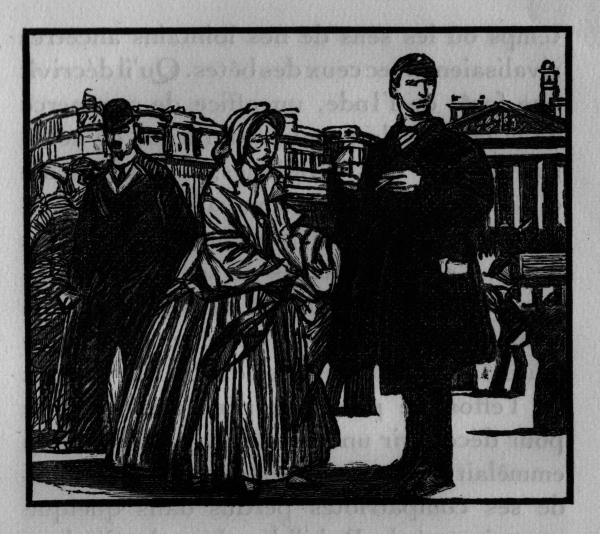
Dessin de Maxime Dethomas, gravure de G. Aubert

Le roman met en scène la guerre du Transvaal. D'après Lourdes Rubiales, de l'université de Cadix, le personnage de Dingley, que les auteurs opposent à sa femme d'origine française, est inspiré de Rudyard Kipling, « illustre écrivain » que les Tharaud attaquent très durement en même temps que la politique coloniale anglaise et, plus généralement, l'Angleterre victorienne et l'esprit anglo-saxon. Cela n'empêche pas, par ailleurs, une forme de sympathie pour l'homme de lettres qui trahit, selon l'universitaire, « une sorte de frustration devant l'inexistence, en France, d'un auteur qui puisse lui être comparé ».

## Éditions
- Dingley, l'illustre écrivain, aux Cahiers de la Quinzaine, Paris, 1902.
- Éditions Pelletan, illustration de Steinlen, Paris, 1906.
- Émile-Paul, 1911.
- Éditions du Mornay, 1920.
- Éditions Plon, 1923.